# Kraljevina Črna gora
Kraljevina Črna gora (črnogorsko Краљевина Црна Гора, latinizirano: Kraljevina Crna Gora) je bila od leta 1910 do 1918 monarhija na ozemlju sedanje Črne gore. Uradno je bila ustavna monarhija, v praksi pa absolutistična država. 28. novembra 1918, ko je bila črnogorska vlada še v begunstvu, je Podgoriška skupščina razglasila združitev Črne gore s Kraljevino Srbijo, ki se je tri dni kasneje združila v Kraljevino Srbov, Hrvatov in Slovencev. Združitev Črne gore in Srbije je v več naslednjih državah trajalo do leta 2006, se pravi skoraj 88 let.

## Zgodovina
Kneževino Črno goro je Knez Nikola Petrović Njegoš 28. avgusta 1910 na Cetinju razglasil za kraljevino, sebe pa za kralja Nikolo I. Kot knez je vladal od leta 1860 in na začetku 20. stoletja uvedel nekaj reform, s katerimi je kneževina dobila ustavo in lastno valuto črnogorski perper. 
Črna gora se je leta 1912 vključila v prvo balkansko vojno v upanju, da bo dobila del osmanskega evropskega ozemlja. Nekaj ozemlja je pridobila z delitvijo Sandžaka s Srbijo 30. maja 1913, osvojeni Skadar pa je morala maja 1913 na zahtevo velikih sil prepustiti novi državi Albaniji. Črnogorci so v bojih z albansko-turško vojsko pod poveljstvom Esad Paše za Skadar aprila 1913 izgubili 10.00 mož. Esad Paša je Črni gori prepustil Skadar pod pogojem, da podpre njegove načrte v osrednji Albaniji. Skadar je zaradi večinskega albanskega prebivalstva v samem mestu in okolici kljub temu pripadel Albaniji.
V drugi balkanski vojni, ki se je začela junija 1913, se je Srbija vojskovala z Bolgarijo. Kralj Nikola I. se je postavil na srbsko stran.
Med prvo svetovno vojno (1914-1918) se je Črna gora pridružila Antanti. Nikola I. je vodil prosrbsko politiko. Črno goro je zato od 15. januarja 1916 do oktobra 1918 okupirala avstro-ogrska vojska. 
Krfska deklaracija, podpisana 20. julija 1917, je predvidela združitev Črne gore s Srbijo. 26. novembra 1918 je Podgoriška skupščina, izvoljeni organ, ki je trdil, da zastopa črnogorski narod, enoglasno sprejela resolucijo, s katero je odstavila kralja Nikolo I., ki je bil še v begunstvu, in združila Črno goro s Srbijo. Nikola I., ki je pred tem podpiral združitev s Srbijo v močno državo, je po tem dogodku začel združitvi nasprotovati in podpihovati črnogorski nacionalizem. Umrl je v Franciji leta 1921. 
1. decembra 1918 je bila ustanovljena Kraljevina Srbov, Hrvatov in Slovencev, v katero sta bili vključeni tako Srbija kot Črna gora. 
Med drugo svetovno vojno je Črno goro okupirala Kraljevina Italija in ustanovila Provinco Montenegro, iz katere je nameravala ustvariti marionetno kraljestvo. Italijanski načrti se niso uresničili.